# Дербер, Пётр Яковлевич
Пётр Я́ковлевич Де́рбер (при рождении Пи́нхас Я́нкелевич Дербер; рус. дореф. Петръ Яковлевичъ Дерберъ, 5 (17) сентября 1883, Одесса, Российская империя — 19 марта 1938, Москва, СССР) — российский революционер, военный и политический деятель, первый председатель Временного Сибирского правительства. 

## Предреволюционный период
Родился 5 сентября (по старому стилю) 1883 года в семье одесского мещанина Янкеля Рафаиловича Дербера (1853 — 21 октября 1894) и Гинды Янкель-Нисеновны Дербер (в девичестве Кофман, 1858—?), заключивших брак в Одессе 4 декабря 1878 года. Учился на юридическом факультете Императорского Томского университета. Профессиональный революционер; член партии социалистов-революционеров с 1902 года. Из-за низкого роста имел партийные псевдонимы «Петя Маленький», «Кнопка» или «Крошка».
В 1905 году арестован и сослан в Берёзовский уезд Тобольской губернии. С тех пор жил и вёл партийную работу в основном в городах Сибири. Был теоретиком и одним из руководителей кооперативного движения. После Февральской революции — член Омского коалиционного комитета, председатель Акмолинского областного земельного комитета, лидер омских эсеров, председатель трёх Западно-Сибирских съездов крестьянских депутатов. В мае-июне 1917 года участвовал в работе первого Всероссийского съезда крестьянских депутатов (советов), на котором выступил в качестве главного оппонента Владимира Ленина по аграрному вопросу.

## Политическая деятельность в Сибири
Октябрьскую Революцию встретил враждебно. Активно участвовал в важнейших мероприятиях областников, был делегатом октябрьского и декабрьского областных съездов в Томске, членом временной сибирской областной думы, с 15 декабря 1917 года — членом, а с 1 января 1918 года — председателем временного сибирского областного совета. В ночь на 29 января 1918 года на нелегально проходившем в Томске заседании части членов Сибирской областной думы был избран председателем временного сибирского правительства и временно — министром земледелия. С конца февраля 1918 года находился на Дальнем Востоке, так как функционирование правительства в контролируемом большевиками Томске не представлялось возможным.

Министр временного всероссийского правительства Георгий Гинс, в целом негативно относившийся к временному сибирскому правительству, характеризовал его так: 
Человек недюжинных способностей, хороший оратор, он обладал к тому же большой энергией и настойчивостью, которая как-то не гармонировала с его необычайно миниатюрною, почти карликовою фигурой и забавным детским личиком. Задолго до революции Дербер работал в партии социалистов-революционеров, был профессиональным её деятелем и жил за её счёт. Это особый в России, нелюбимый широкими кругами русского общества тип чисто политического деятеля.
21 июля 1918 года Дербер сложил с себя обязанности председателя правительства и получил пост министра иностранных дел и земледелия.
В сентябре 1918 года сложил с себя все министерские посты.
После колчаковского переворота вернулся в Сибирь, служил агентом по закупке мяса на Алтае и вёл подпольную работу.
В августе 1919 года был арестован в Томске и заключен в Семипалатинскую тюрьму, откуда в начале декабря освобождён повстанцами.
В конце декабря 1919 года — январе 1920 года являлся политическим комиссаром 4-го крестьянского корпуса западносибирской крестьянско-рабочей партизанской армии. В это время сотрудничал с одним из руководителей повстанческого движения на Алтае, анархо-коммунистом Михаилом Козырем.
С 28 марта 1920 года работал консультантом отдела здравоохранения Сибревкома, затем в Сибирской государственной плановой комиссии. 19 февраля 1923 года сибирским отделением Верховного суда РСФСР был приговорён к пяти годам лишения свободы.

## Поздний период жизни, смерть
В дальнейшем жил в Москве, работал научным сотрудником Центрального бюро краеведения.
7 января 1938 года арестован и 19 марта 1938 года военной коллегией Верховного Суда СССР приговорён по обвинению в участии в контрреволюционной террористической организации к высшей мере наказания и в тот же день расстрелян. 24 июля 1991 года реабилитирован.

## Семья
Был женат на Елизавете Соломоновне Дербер (1889—1974). Дочь Галина (1921—?) была замужем за математиком Израилем Яковлевичем Акушским.